# Sztrazsemlye
Sztrazsemlye (horvátul: Stražeman) falu Horvátországban, Pozsega-Szlavónia megyében. Közigazgatásilag Velikéhez tartozik.

## Fekvése
Pozsegától légvonalban 13, közúton 15 km-re északra, községközpontjától légvonalban 3, közúton 6 km-re nyugatra, a Papuk-hegység déli lejtőin, Doljanci, és Biškupci között, a Stražemanka-patak partján fekszik.

## Története
A település Szent Mihálynak szentelt plébániáját már 1332 és 1335 között „Strazembla”, illetve „S. Michael de Strasonila” néven említi a pápai tizedjegyzék. Neve a leggyakrabban nemesi névként bukkan fel a történeti forrásokban. 1378-ban Sztrazsemlyei Lukács fiai Péter és Jakab tanúként szerepelnek egy periratban, 1381-ben pedig Sztrazsemlyei („de Ztrasemlya”) Mihály fia Miklóst találjuk egy oklevélben. 1416-ban és 1419-ben Zsigmond király kancelláriáján kelt okiratokban említik Sztrazsemlyei Márkot, ahol a család neve „de Stresemplye”, „Strasemlye”, illetve „Stresemlye” formában szerepel. Sztrazsemlye vára csak viszonylag későn, 1503-ban bukkan fel először okiratban. Nevét is a váracsban őrködő strázsákról kapta. A falutól északra a Papuk-hegység egyik magaslatán állt, de még török időkben elpusztult. 1702-ben már romként emlékeznek meg róla. A várból mára semmi sem maradt, mert maradványait a Jankovich család elhordatta a közeli biskupci kastély építéséhez.
A térséget 1532-ben szállta meg a török. A falu az 1545-ös török defterben is szerepel,  horvát katolikus lakossága volt. Lakói részben várőrségből, részben kőfejtőkből, kőfaragókból álltak, akik fejenként évente száz faragott követ tartoztak szállítani a Pozsegai szandzsák váraihoz.
1698-ban „Straseman” néven 31 portával szerepel a török uralom alól felszabadított szlavóniai települések összeírásában.
 Az első katonai felmérés térképén „Dorf Straseman” néven látható. A török alóli felszabadulás után kamarai birtok lett. 1702-ben Kantarovci, Sztrazsemlye, Biskupci, Poljanska, Toranj, Bankovci és Sovinjak falvak területéből kialakították a sztrazsemlyei uradalmat, melyet I. Lipót magyar király 1707-ben Crnković Ferencnek adományozott. Halála után 1717-ben újra kamarai irányítás alá került. Végül 1777-ben az uradalmat daruvári Jankovich Iván vásárolta meg és a család birtoka maradt egészen 1876-ig. Az akkori birtokos Jankovich Gyula egy bécsi tisztviselőnek adta el. Ezután több tulajdonosa is volt. A birtokközpontot képező biskupci Jankovich-kastélynak utolsó birtokosai magyarok voltak, akik miatt 1918-ban a helyi parasztok az épületet felgyújtották. A kastély nélkül maradt birtokot 1918-ban felparcellázták és eladták.
Lipszky János 1808-ban Budán kiadott repertóriumában „Sztraseman” néven szerepel. Nagy Lajos 1829-ben kiadott művében „Straxeman” néven 59 házzal, 478 katolikus és 8 zsidó vallású lakossal találjuk. 1857-ben 395, 1910-ben 388 lakosa volt. 1910-ben a népszámlálás adatai lakosságának 94%-a horvát, 5%-a magyar, 1%-a német anyanyelvű volt. Pozsega vármegye Pozsegai járásának része volt. Az első világháború után 1918-ban az új szerb-horvát-szlovén állam, majd később (1929-ben) Jugoszlávia része lett. 1991-ben lakosságának 97%-a horvát nemzetiségű volt. 2001-ben 231 lakosa volt.

## Lakossága
| Lakosság változása | Lakosság változása | Lakosság változása | Lakosság változása | Lakosság változása | Lakosság változása | Lakosság változása | Lakosság változása | Lakosság változása | Lakosság változása | Lakosság változása | Lakosság változása | Lakosság változása | Lakosság változása | Lakosság változása | Lakosság változása |
| ------------------ | ------------------ | ------------------ | ------------------ | ------------------ | ------------------ | ------------------ | ------------------ | ------------------ | ------------------ | ------------------ | ------------------ | ------------------ | ------------------ | ------------------ | ------------------ |
| 1857               | 1869               | 1880               | 1890               | 1900               | 1910               | 1921               | 1931               | 1948               | 1953               | 1961               | 1971               | 1981               | 1991               | 2001               | 2011               |
| 395                | 353                | 333                | 322                | 342                | 388                | 406                | 415                | 374                | 374                | 310                | 242                | 205                | 250                | 228                | 231                |

## Nevezetességei
Mihály arkangyal tiszteletére szentelt temploma már a 14. században állt. A plébániát már 1332 és 1335 között említi a pápai tizedjegyzék. A templom eredetileg gótikus épület volt, melyet 1775-ben barokk stílusban építettek át. Ekkor két félköríves oldalkápolnával bővítették, melynek következtében az épület kereszt alaprajzú lett. Szentélye gótikus, sokszögű, melyet támpillérek erősítenek. Hozzá csatlakozik a sekrestye. A harangtorony a homlokzat mellett oldalt áll. Berendezéséből említésre méltó a későbarokk Szent Izidor oltár, a Keresztelő Szent János oltár, két barokk gyóntatószék, Jankovich Iván 1802-ben készített díszes síremléke, egy Mária Magdolna kép és egy 18. századi miseruha. A templom orgonáját 1862-ben Lesnyik Ferenc mester pécsi műhelyében készítették. Az orgonaszekrény rajta a Jankovich család címerével régebbről származik. Az orgona hat regiszteres, egy manuálos, pedálos hangszer. 1915-ben V. Holub átépítette, ennek során egyes részei megújultak.
Sztrazsemlye egykori várának felszíni nyoma nem maradt.